# Jonathan Judge
Jonathan Judge es un director y productor de televisión estadounidense.
Judge ha dirigido y producido numerosas series de televisión infantiles y juveniles, como lo son: Blue's Clues, LazyTown, Ned's Declassified School Survival Guide, Big Time Rush, The Naked Brothers Band, Imagination Movers, The Fresh Beat Band, Zeke and Luther y Fred: The Show. Él ha recibido créditos variados de series de televisión para niños, incluyendo el episodio piloto de la serie Tosh.0 y la actual serie Bad Karma. Su debut como director en televisión fue con las películas cortas Bitch in the Kitchen (en 1998) y Real Jokes (1999).
Un trabajo especial para él como productor de televisión, fue producir los 2009 Nickelodeon's Kids' Choice Awards y los 2010 Nickelodeon's Kids' Choice Awards.